# Kopalina podstawowa
Kopalina podstawowa – jeden z dwóch rodzajów kopalin wyróżnianych przez obowiązującą do dnia 31 grudnia 2011 r. ustawę - Prawo geologiczne i górnicze. Art. 5 ust. 2 zaliczał do kopalin podstawowych:
1) gaz ziemny, ropę naftową oraz jej naturalne pochodne, węgiel brunatny, węgiel kamienny i metan z węgla kamiennego;
2) kruszce metali szlachetnych, rudy metali (z wyjątkiem darniowych rud żelaza) i metale w stanie rodzimym, łącznie z rudami pierwiastków rzadkich i rozproszonych oraz pierwiastków promieniotwórczych;
3) apatyt, baryt, fluoryt, fosforyt, gips i anhydryt, piryt, siarkę rodzimą, sole potasowe i potasowo-magnezowe, sole strontu, sól kamienną;
4) azbest, bentonit, diatomit, dolomit, gliny biało wypalające się i kamionkowe, gliny i łupki ogniotrwałe, grafit, kaolin, kamienie szlachetne i ozdobne, kwarc, kwarcyt, magnezyt, miki, marmury i wapienie krystaliczne, piaski formierskie i szklarskie, skalenie, ziemię krzemionkową.
Ponadto do kopalin podstawowych zaliczano także wszystkie kopaliny występujące w granicach obszarów morskich RP (art. 5 ust. 2a PGG z 1994 r.).
Pozostałe kopaliny zaliczone były do kopalin pospolitych.
Podział ten został zniesiony wraz z wejściem w życie nowego Prawa geologicznego i górniczego, co nastąpiło w dniu 1 stycznia 2012 r.